# Bolschaja Murta
Bolschaja Murta (russisch Больша́я Мурта́) ist eine Siedlung städtischen Typs in der Region Krasnojarsk in Russland mit 7905 Einwohnern (Stand 14. Oktober 2010).

## Geographie
Der Ort liegt etwa 100 km Luftlinie nördlich des Regionsverwaltungszentrums Krasnojarsk an der Nischnjaja Podjomnaja (Untere Podjomnaja), etwa 15 km westlich von deren Mündung in den Jenissei.
Bolschaja Murta ist Verwaltungszentrum des Rajons Bolschemurtinski sowie Sitz und einzige Ortschaft der Stadtgemeinde (gorodskoje posselenije) Possjolok Bolschaja Murta.

## Geschichte
Der Ort wurde 1725 gegründet. Seit 4. April 1924 ist Bolschaja Murta Verwaltungssitz eines nach ihm benannten Rajons. Seit 1959 besitzt es den Status einer Siedlung städtischen Typs.

### Bevölkerungsentwicklung
| Jahr | Einwohner |
| ---- | --------- |
| 1939 | 3254      |
| 1959 | 6227      |
| 1970 | 7892      |
| 1979 | 8065      |
| 1989 | 8901      |
| 2002 | 8435      |
| 2010 | 7905      |

Anmerkung: Volkszählungsdaten

## Verkehr
Am westlichen Ortsrand von Bolschaja Murta führt die Regionalstraße 04K-044 von Krasnojarsk nach Lessosibirsk und Jenisseisk (ehemals R409) vorbei. Die nächstgelegene Bahnstation befindet sich in Krasnojarsk.